# 진도개테마파크
진도개테마파크(Jindo Dog Theme Park) 대한민국 전라남도 진도군에 위치한 진돗개 관련 테마파크다.

## 시설

### 진도개 홍보관
진도개의 역사를 살펴보고, 체험 등을 할 수 있다.

### 진도개 공연장
진도개의 공연을 볼 수 있다.